# Charles Christie
Pour les articles homonymes, voir Christie.
Charles Christie, mort en 1812, est un explorateur et officier britannique.
Membre de la première mission militaire britannique en Iran (1810), il meurt au combat alors qu'il sert du côté iranien pendant la Guerre russo-persane de 1804-1813.

## Biographie
Fils de James Christie, fondateur de la Christie's, il sert dès 1810 comme capitaine dans un régiment de l'armée anglo-indienne à Bombay et reçoit l'ordre de John Malcolm d'explorer la route de Bombay au Baloutchistan, au Sistan et au Makran avec le lieutenant Henry Pottinger. Il était alors supposé que ces zones présenteraient une route terrestre possible par laquelle une armée européenne pourrait envahir l'Inde. Christie et Pottinger se déguisent en marchands de chevaux et voyagent au nord de la côte de Makran à Nushki (en), où ils se séparent en mars 1810. Christie voyage vers le nord à travers le Sistan jusqu'à Herat et par la suite à travers le désert central iranien jusqu'à Yazd et Ispahan. Un manuscrit du journal de voyage de Christie, annexé au compte rendu de l'expédition de Pottinger, a fourni les premières informations fiables sur ces territoires.
À la demande de Harford Jones-Brydges, Christie et un certain nombre d'autres officiers incorporent le service militaire iranien, formant le noyau de la mission militaire prévue conformément au traité préliminaire d'amitié et d'alliance que Jones-Brydges a négocié avec Fath Ali Chah Qadjar le 17 juin 1809,
Christie a pour mission d'entraîner l'infanterie iranienne (sarbaz) et est nommé commandant du régiment Shaqaqi, l'un des douze nouveaux régiments (Nezam-e Jadid) dans la province d'Azerbaïdjan. Il se bat du côté iranien contre les Russes pendant la guerre russo-persane de 1804–1813. Cependant, en 1812, la Grande-Bretagne et la Russie se réconcilient, ce qui signifie que la Grande-Bretagne retire son soutien à l'Iran. Christie, deux autres officiers britanniques (Henry Lindsay Bethune (en) et William Monteith (en)) ainsi que treize sergents sont autorisés à rester au service iranien à la demande du prince héritier Abbas Mirza, commandant de l'armée iranienne.
Christie et Lindsay participent à la bataille de Sultanabad (13 février 1812), remportée par l'armée iranienne. Au cours de la bataille, Christie et Lindsay se seraient jetés dans le vif du sujet, gagnant ainsi l'admiration des Iraniens et prouvant qu'ils ne s'abstiendraient pas d'attaquer leurs compagnons chrétiens,
Tous deux ont également participé à la bataille d'Aslanduz (31 octobre-1er novembre 1812), au cours de laquelle les Iraniens ont subi une défaite majeure. Au cours de la bataille, Christie reçoit une balle dans le cou, mais, ayant refusé de se rendre, il aurait tué six soldats russes avant d'être tué lui-même. John Cormick, médecin d'Abbas Mirza, trouve les restes de Christie et les enterre près de l'endroit où il a été tué.